# Аятосан-Мару
Аятосан-Мару (綾戸山丸 貨物船, Ayatosan Maru) — транспортне судно, яке під час Другої світової війни брало участь у операціях японських збройних сил в Малаї, Індонезії та на Новій Гвінеї.

## Загальна інформація
Аятосан-Мару спорудили в 1939 році на верфі компанії Tama Shipbuilding Company на замовлення компанії Mitsui. Це вантажо-пасажирське судно мало використовуватись на лінії між Японією та Нью-Йорком.
У травні 1941-го судно, враховуючи його високу швидкість, реквізували для потреб Імперського флоту Японії та призначили для транспортування військ.

## Операції в Малаї та Індонезії
На початку грудня Аятосан-Мару залучили до перевезення сил вторгнення до Малаї. 7 грудня разом зі ще двома транспортними судами воно прибуло до Кота-Бару на східному узбережжі півострова та невдовзі після опівночі почало вивантажувати війська. Невдовзі транспорти були атаковані британськими бомбардувальниками, причому внаслідок близкого вибуху в борту Аятосан-Мару утворилась пробоїна розмірами 1,8 на 0,9 метра. Також через пошкодження кабелю вийшов з ладу кран одного з трюмів. На судні спалахнула пожежа, яка, втім, була ліквідована.
10 та 12 грудня підводний човен нідерландського флоту O-16 атакував транспорти в Кота-Бару та доповів про їх пошкодження. На той час одне з трьох транспортних суден — «Аваджисан-Мару» (Awajisan Maru) — вже затонуло (уражене в тій самій атаці бомбардувальників, коли пошкоджено й Аятосан-Мару, та, можливо, вже після полишення екіпажем добите нідерландським підводним човном K XII). Таким чином, об'єктами атаки могли бути Аятосан-Мару або «Сакура-Мару».
У січні 1942-го Аятосан-Мару включили до угруповання, що мало перевезти десантні сили на Яву. Найбільша його частина спершу зібралась у порту Такао (Гаосюн) на Формозі (Тайвань), куди з Японії на 39 транспортах доправили 2-гу піхотну дивізію та численні інші підрозділи. Їх доповнювали два госпітальні судна та два судна протиповітряної оборони (одним з яких і було Аятосан-Мару). Надалі всі призначені для вторгнення сили зібрались у в'єтнамському порту Камрань, звідки наприкінці лютого попрямували до західної Яви, висадка на яку почалась 28 лютого.

## Висадка в Гоні
2 липня 1942-го Аятосан-Мару разом зі ще п'ятьма транспортними суднами вийшло з порту Давао (південне узбережжя філіппінського острова Мінданао) та 4 липня прибуло на архіпелаг Палау (західні Каролінські острови). Охорону конвою забезпечував торпедний човен Томодзуру, а під час руху через затоку Давао судна супроводжували патрульні літаки. Кінцевим пунктом призначення конвою був Рабаул — головна база японців у архіпелазі Бісмарка, з якої провадились операції у східній частині Нової Гвінеї та на Соломонових островах.
У другій половині липня 1942-го японці провели операцію «RI», мета якої — захоплення Гони на північно-східному узбережжі півострова Папуа (острів Нова Гвінея). Із цього селища далі планувалось почати сухопутний наступ на розташоване на протилежному, південно-західному, узбережжі півострова місто Порт-Морсбі.
Вранці 20 липня Аятосан-Мару та ще два транспорти вийшли з Рабаулу під прикриттям 2 легких крейсерів, 3 есмінців, мінного загороджувача та 3 мисливців за підводними човнами. Наступного дня, коли конвой перебував у Соломоновому морі на широті Саламауа, його атакували шість B-26 зі складу 22-ї Бомбардувальної групи. Аятосан-Мару зазнав пошкоджень від влучання однієї бомби та двох близьких вибухів. Почалось надходження води у трюм, проте судно не втратило змогу виконувати завдання.
О 19:00 21 липня 1942-го конвой прибув до Гони та почав розвантаження. Першими з Аятосан-Мару на берег успішно висадились 260 солдатів інженерного підрозділу, проте доправити туди ж вантаж не вдалось через новий авіаудар. Уже о 6:10 22 липня американська авіація розпочала нальоти на Гону. О 7:10 літаки B-17 «Літаюча фортеця» досягли прямого влучання в Аятосан-Мару, на якому виникла сильна пожежа. Есмінець «Удзукі» спробував допомогти пошкодженому транспорту, проте він сів на кораловий риф (Fuaga Rocks) та був повністю втрачений, тоді загинуло 3 члени екіпажу та 5 військовослужбовців з десанту.
Протягом наступних місяців корпус Аятосан-Мару неодноразово піддавали бомбардуванням, оскільки судно перебувало в районі з незначними глибинами та справляло враження лише пошкодженого. Такі удари відбулись 31 липня, 24 вересня, 7, 8 15 та 16 грудня 1942-го.
Після захоплення Гони союзними військами (січень 1943-го), остов судна почали використовувати як мішень для тренувань артилерії та авіації (в останньому випадку 10 грудня 1943-го та 10 квітня 1944-го були втрачені два літаки).
Рештки Аятосан-Мару виднілись з води до початку 1990-х років.